# Шульман, Семён Лазаревич
Семён Лазаревич Шульман (8 января 1907, Полтава — 1 апреля 1986, Киев) — советский кинорежиссёр.

## Биография
Родился 8 января 1907 года в Полтаве в семье служащего.
В 1929 году окончил Одесский техникум кинематографии.
Работал на Одесской и Киевской студиях художественных фильмов, а с 1940 года — на Киевнаучфильме. Член Союза кинематографистов УССР.

## Награды
- Премия имени М. В. Ломоносова АН СССР (1971);
- Отличник кинематографии СССР.

## Фильмография

### Режиссёр
- 1940 — Метод А. Семиволоса;
- 1946 — Виноделие;
- 1947 — В устье Дуная;
- 1948 — В садах Молдавии;
- 1950 — Молдавская ССР;
- 1952 — Фарфор и фаянс на Украине;
- 1957 — Украинское народное творчество;
- 1958 — Люди великой мечты;
- 1959 — Электронный консилиум (Первая премия III Всесоюзного кинофестиваля, 1960);
- 1961 — Они должны слышать;
- 1965 — Юрий Шумский;
- 1967 — Формула эмоций;
- 1969 — Наука о привидениях (Гран-при, Чехословакия; Гран-при и золотая медаль в Венгрии, Диплом и Приз Всесоюзного кинофестиваля, 1970; Премия имени М. Ломоносова, 1971; Диплом и Приз XXV конгресса МАНК, 1971);
- 1971 — Бела Руденко;
- 1975 — Что ты чувствуешь, человек.